# Gualtiero Brissoni
Gualtiero Brissoni (* 2. Februar 1954) ist ein italienischer Endurosportler. Er gewann fünfmal die Enduro-Europameisterschaft und war Mitglied der siegreichen Trophy-Mannschaft bei der Internationalen Sechstagefahrt von 1979 bis 1981.

## Karriere
Brissoni begann 1969 mit dem Motorsport. Ab 1972 war er Mitglied der Werksmannschaft von SWM. In diesem Jahr wurde er Zweiter in der Klasse bis 50 cm³ in der italienischen Meisterschaft. In den Jahren 1973 und 1974 gewann Brissoni die italienische Motorradgeländefahrt Valli Bergamasche. 1975 wurde er italienischer Juniorenmeister im Motocross. Im folgenden Jahr wurde er italienischer Enduro-Meister. Bis 1983 gewann er jährlich einen Meistertitel. In den Jahren 1980 bis 1983 war er zusätzlich Meister aller Klassen.
Ab 1972 nahm er an den Läufen zur Enduro-Europameisterschaft teil. 1972 fuhr er in der Klasse bis 50 cm³ auf einen zweiten Gesamtrang. 1978 gewann er auf einer SWM in der Klasse bis 250 cm³ Zweitakt 1978 den Meistertitel. Im folgenden Jahr gelang ihm dies auf SWM in der Klasse bis 125 cm³. Diesen Titel konnte er 1980 auf SWM verteidigen. Für die Saison 1981 wurde das langjährige Mitglied des SWM-Werksteams von Fantic abgeworben. Brissoni gelang es erneut, den Europameistertitel zu erringen. 1982 wurde er auf Husqvarna Europameister in der Klasse bis 250 cm³. An der Internationalen Sechstagefahrt nahm er 15-mal teil. 1975 gewann er mit der Silbervase-Mannschaft auf der Isle of Man. Mit der Trophy-Mannschaft konnte er in den Jahren 1979 bis 1981 dreimal in Folge gewinnen. 1982 wurde er bester Fahrer.
In der italienischen Seniorenmeisterschaft gewann er 1997, 1999, 2000, 2001, 2003 und 2007 den Titel.

## Wichtigste Erfolge
Italienischer Enduro-Meister1976 (125 cm³), 1977 (250 cm³), 1978 (250 cm³), 1979 (125 cm³), 1980 (125 cm³), 1981, 1982, 1983
Enduro-Europameister1978, 1979, 1980, 1981, 1982
Internationale Sechstagefahrt1975 (Silbervase), 1979 (Trophy), 1980 (Trophy), 1981 (Trophy)